# Sotto l'unghia dei tiranni
Sotto l'unghia dei tiranni (Martyrs of the Alamo) è un film muto del 1915 diretto da Christy Cabanne. Tra i numerosi attori, anche Douglas Fairbanks qui al suo esordio sullo schermo.
Il film racconta la disperata difesa dei 183 militari e volontari caduti nella battaglia di Alamo contro i 6.500 messicani del generale Santa Anna.

## Produzione

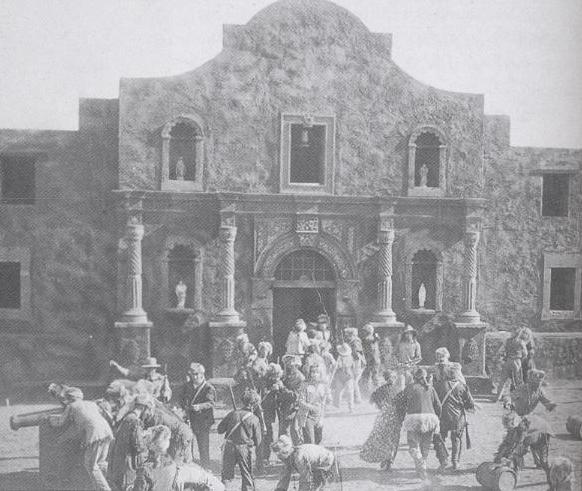
Set del forte di Alamo

Il film fu prodotto dalla Fine Arts Film Company e venne girato nel maggio e nel giugno 1915.

### Cast
- Douglas Fairbanks: Questo film fu l'esordio sullo schermo del futuro celebre attore: The Lamb, considerato generalmente il suo debutto, anche se uscì prima in sala, venne in realtà girato dopo Sotto l'unghia dei tiranni[1].

## Distribuzione
Distribuito dalla Triangle Distributing, il film uscì in sala il 21 novembre 1915, dopo essere stato presentato in prima a New York il 3 ottobre. In Italia venne distribuito, sempre dalla Triangle, nel 1920.
Una copia del film è conservata negli archivi della Biblioteca del Congresso
Nel 2004, la Delta Entertainment lo distribuì in DVD.

### Date di uscita
IMDb e Silent Era DVD
- USA  3 ottobre 1915  prima a New York
- USA	21 novembre 1915
- USA       30 marzo 2004     DVD

Alias
- The Birth of Texas	USA (titolo alternativo)
- The Martyrs of the Alamo	USA (titolo alternativo)